# 舍夫琴卡 (羅馬尼夫區)
50°5′44″N 27°47′13″E / 50.09556°N 27.78694°E
舍夫琴卡（烏克蘭語：Шевченка），是烏克蘭北部的村莊，隸屬日托米爾州的日托米爾區。該村始建於1982年，面積20.8平方公里，海拔高度249米，2001年該村落人口77。